# Supermarine S.6B
Die Supermarine S.6B war ein britisches Wasserflugzeug, das zur Teilnahme an der Schneider-Trophy entwickelt wurde.

## Geschichte
Sie wurde in zwei Exemplaren vom Konstrukteur Reginald Joseph Mitchell des Flugzeugherstellers Supermarine entwickelt (S1595 und S1596). Die S.6B war eine Weiterentwicklung der Supermarine S.6 mit verstärkter Zelle, vergrößerten Schwimmern und deutlich stärkerem Motor.
Der Wettbewerb fand am 13. September 1931 am Calshot Spit (Southampton Water, Großbritannien), statt. Eine der beiden S.6B, die S1595, nahm als einziges Flugzeug am Rennen teil, so dass zum Erreichen des ersten Platzes das Abfliegen der Strecke ausreichte. Der Pilot, Flight Lieutenant H.R.D. John Boothman, erreichte eine Durchschnittsgeschwindigkeit von 547,31 km/h – die höchste bislang bei der Schneider-Trophy. Durch den dreimaligen Sieg eines britischen Flugzeugs ging den Wettbewerbsregeln gemäß der Schneider-Pokal endgültig nach Großbritannien.
Am 9. September 1931 flog der Pilot Flight Lieutenant H.R.D. G. H. Stainforth mit der gleichen Maschine und einem auf 2550 PS verstärktem Motor 655,8 km/h (407,5 mph), den damaligen Weltrekord für Flugzeuge überhaupt.
Die beim Bau der Supermarine S.6B gewonnenen Erkenntnisse führten schließlich zur Entwicklung der Supermarine Spitfire mit ihrem Rolls-Royce-Merlin-Motor.

## Konstruktion
Bei der Supermarine S.6B handelte es sich um einen Einsitzer in Tiefdeckerbauweise aus Ganzmetall mit stoffbespannten Rudern und zwei Schwimmern. Diese dienten gleichzeitig zur Aufnahme des Kraftstoffs, wobei der größte Teil davon im rechten Schwimmer untergebracht war, um durch seine Masse das starke Drehmoment der Luftschraube auszugleichen. Zur Stabilisierung befanden sich in den Schwimmerspitzen Gewichte. Der Kühlmittelbehälter für das Öl befand sich in der Flosse des Seitenleitwerks mitsamt dem vorgelagerten Falschkiel auf der Rumpfoberseite. Zwischen dem Ölbehälter und dem Motor verliefen an den beiden Rumpfseiten sowie an der Rumpfunterseite je fünf Röhren, die das Öl zum Motor und wieder zurück beförderten und gleichzeitig im Fahrtwind liegend für dessen Kühlung sorgten.
Die Tragfläche der S.6B verfügte über zwei Holme und war doppelt beplankt. Zwischen den beiden Schichten befand sich ein Kühlwasserkreislauf, der seinerseits durch ins Flügelinnere geleitete Luft gekühlt wurde. Auch die Oberfläche der Schwimmer diente zur Kühlung.

## Technische Daten

Dreiseitenriss der Supermarine S.6B

| Kenngröße             | Daten                                                                                                  |
| --------------------- | --- |
| Besatzung             | 1 |
| Länge                 | 8,78 m                                                                                                 |
| Spannweite            | 9,14 m                                                                                                 |
| Höhe                  | 3,73 m                                                                                                 |
| Startmasse            | 2761 kg                                                                                                |
| Höchstgeschwindigkeit | 656 km/h                                                                                               |
| Triebwerk             | ein Rolls-Royce R, 12 Zylinder in V-Anordnung, 2.350 PS (ca. 1.730 kW), später 2.550 PS (ca. 1.880 kW) |